# Turčianske Kľačany
Turčianske Kľačany (hongrois : Vágkelecsény) est un village de Slovaquie situé dans la région de Žilina.

## Histoire
La première mention écrite du village date de 1403.

## Démographie

### Évolution de la population
| Année:               | 1994. | 2004.   | 2014.    | 2024.    |
| -------------------- | ----- | ------- | -------- | -------- |
| Nombre de personnes: | 809   | 842     | 933      | 1053     |
| Différence:          |       | +4,07 % | +10,80 % | +12,86 % |

| Année:               | 2023. | 2024.   |
| -------------------- | ----- | ------- |
| Nombre de personnes: | 1049  | 1053    |
| Différence:          |       | +0,38 % |